# Neon (Lonely People)
Neon (Lonely People) è un singolo della cantante tedesca Lena pubblicato il 15 marzo 2013 da Universal secondoestratto dall'album Stardust.

## Video
Il video musicale del brano è stato girato all'inizio di febbraio 2013, nella Rathenau-Hallen di Berlino. Il regista Bode Brodmüller ha diretto il video.
Il video è ambientato in un magazzino vuoto ed ha come protagonista la stessa cantante. Per tutta la durata del video, sono presenti le lampade fluorescenti, di cui si fa riferimento nel titolo del brano (Neon).

## Tracce
Download digitale
1. Neon (Lonely People) (Single Mix) – 3:31
2. Neon (Lonely People) (Beatgess Remix) – 3:37
3. Neon (Lonely People) – 3:30

Durata totale: 10:38
CD
1. Neon (Lonely People) (Single Mix) – 3:31
2. Neon (Lonely People) (Beatgess Remix) – 3:37

Durata totale: 7:08

## Classifiche
| Classifica (2013) | Posizione raggiunta |
| ----------------- | ------------------- |
| Germania          | 38                  |